# Ландигэн, Уильям
Уильям Ландигэн (англ. William Lundigan), имя при рождении Уильям Пол Ландигэн (англ. William Paul Lundigan); 12 июня 1914 года — 20 декабря 1975 года) — американский актёр кино и телевидения 1930—1960-х годов.
За свою карьеру, охватившую период с 1937 по 1971 год, Ландигэн снялся более чем в 100 фильмах, среди них «Додж-Сити» (1939), «Борющийся 69-й» (1940), «Морской ястреб» (1940), «Дорога на Санта-Фе» (1940), «Обесчещенная леди» (1947), «Пинки» (1949), «Любовное гнёздышко» (1951), «Дом на Телеграфном холме» (1951), «Я бы поднялся на самую высокую гору» (1951) и «Инферно» (1953).
Ландигэн был также ведущим телевизионных шоу «Кульминация» и «Звёздный дождь», которые выходили в 1954—1958 годах на канале CBS, а в 1959—1960 годах играл главную роль в фантастическом телесериале «Люди в космосе».

## Ранние годы жизни и начало карьеры
Уильям Ландигэн родился 12 июня 1914 года в Сиракьюс, штат Нью-Йорк, в семье, имевшей ирландские корни.
Его отцу, который был успешным торговцем обувью, принадлежало здание, в котором располагалась местная радиостанция WFBL.. Ещё подростком Ландигэн стал увлекаться всем, что связано с работой радиостанции, и в итоге её руководитель предложил будущему актёру попробовать себя в качестве диктора. Показав себя с лучшей стороны, Ландигэн получил постоянную работу на радио. После окончания школы Ландигэн по настоянию родителей поступил в Сиракузский университет, где изучал право, одновременно продолжая выступать на радио.
В 1937 году, когда Ландигэн отработал на радиостанции уже 13 лет, один из голливудских руководителей (по некоторым сведениям, это был генеральный продюсер Universal Studios Чарльз Р. Роджерс), случайно услышав «глубокий, чёткий голос актёра» в одной из программ, пригласил его в Нью-Йорк на кинопробы. Успешно пройдя пробы, Ландигэн тут же подписал с Universal контракт и уехал в Голливуд.

## Кинокарьера в 1937—1943 годах
В 1937 году Ландигэн прибыл на Universal Pictures, где по его словам, «не происходило ничего особенного», после чего провёл по два года на студиях Warner Bros и Metro-Goldwyn-Mayer. В свой первый год пребывания на Universal Ландигэн сыграл роли второго плана в шести фильмах категории В, наиболее заметными среди которых был детектив «Бронированный автомобиль» (1937) и криминальный экшн «Поезд на Запад» (1937). В списке актёров комедии «Леди наносит ответный удар» (1937) имя Ландигэна стояло третьим, а в музыкальной мелодраме «Это моя история» (1937) он сыграл главную мужскую роль.
Год спустя Ландигэн появился в одиннадцати фильмах. После менее значимых ролей в детективной комедии «Чёрная кукла» (1938) и музыкальной комедии «Безрассудная жизнь» (1938) он сыграл главную мужскую роль в криминальном экшне «Полиция штата» (1938). У него также были роли второго плана в криминальной мелодраме «Жёны под подозрением» (1938) с Уорренном Уильямом в постановке Джеймса Уэйла, приключенческой мелодраме «Опасность в воздухе» (1938), криминальной комедии «Пропавший гость» (1938), а также главная мужская роль в музыкальной мелодраме «Первый курс» (1938).
В 1939 году Ландигэн был указан первым в списке актёров приключенческой комедии «Они об этом просили» (1939), после чего сыграл главную роль в паре с Сигрид Гури в мелодраме «Забытая женщина» (1939), а также одну из главных ролей в музыкальной комедии в Диной Дурбин «Три умные девушки взрослеют» (1939). После этого Ландигэн отправился в аренду на студию Warner Bros, где сыграл роли второго плана в вестерне категории А «Додж-Сити» (1939) с участием Эррола Флинна и Оливии Де Хэвилленд, а также в мелодраме с Бетт Дейвис и Мириам Хопкинс «Старая дева» (1939).
В 1940 году Ландигэн подписал контракт с Warner Bros, сыграв роли второго плана в таких престижных картинах, как военная драма с Джеймсом Кэгни «Борющийся 69-й» (1940), романтическая комедия «Три овации ирландцу» (1940), юридическая драма с Джорджем Брентом «Человек, который говорил слишком много» (1940), историческая приключенческая драма с Эрролом Флинном «Морской ястреб» (1940), криминальная мелодрама с Джоном Гарфилдом «К востоку от реки» (1940) и исторический приключенческий экшн с Флинном и Де Хэвилленд «Дорога на Санта-Фе» (1940).
В 1941 году студия дала ему главные роли в детективах категории В «Дело чёрного попугая» (1941) и «Выстрел в темноте» (1941), после чего он сыграл роли второго плана в романтической комедии «Великий мистер Никто» (1941), криминальной мелодраме «Западное шоссе» (1941) и военной мелодраме с Рональдом Рейганом «Международная эскадрилья» (1941). Ландигэн также сыграл главную роль в музыкальной комедии студии Republic Pictures «Моряки в увольнительной» (1941).
В 1942 году Ландигэн перешёл на студию Metro-Goldwyn-Mayer, где получил роли второго плана в исторической военной мелодраме «Звук горна» (1942), комедиях с Микки Руни «Ухаживание Энди Харди» (1942) и «Двойная жизнь Энди Харди» (1942). Кроме того, он сыграл главную мужскую роль в боксёрской комедии «Воскресный удар» (1942), а также вторые главные роли в вестернах «Северо-западные рейнджеры» (1942) с Джеймсом Крейгом и «Путь апачей» (1942) с Ллойдом Ноланом и Донной Рид.
В 1943 году Ландигэн успел сняться в главной роли в военной драме студии Republic «Направляясь с страну Бога» (1943), а также появиться в ролях второго плана в детективе с Лайонелом Бэрримором «Криминальное дело доктора Гиллеспи» (1943) и в военной комедии «Салют морской пехоте» (1943), после чего пошёл служить в армию.

## Служба в армии во время Второй мировой войны
Во время Второй мировой войны Ландигэн по состоянию здоровья был освобождён от призыва, однако в 1943 году добровольцем пошёл служить в морскую пехоту, проведя два с половиной года, главным образом, на Тихоокеанском фронте. В качестве фронтового оператора Ландигэн принимал участие в Битве за Пелелиу в 1944 году и в Битве за Окинаву в 1945 году, где был ранен, после чего вернулся домой в звании капрала.

## Киноарьера в 1947—1968 годах
После войны Ландигэн попытался работать как фрилансер, но без особого успеха. Единственным исключением стал фильм нуар «Обесчещенная леди» (1947) с Хэди Ламарр и его хорошим другом Деннисом О’Кифом в главных ролях, где Ландигэн сыграл роль помощника ювелирного магната, который совершает кражу драгоценностей у своего босса, а затем убивает его. В том же году Ландигэн сыграл значимую роль в музыкальном байопике «Потрясающие братья Дорси» (1947), в котором популярные музыканты братья Дорси сыграли самих себя.
На следующий год у Ландигэна были главные роли в двух фильмах категории В — романтической комедии студии Republic «Внутренняя история» (1948) и в детективе Роберта Уайза «Тайна в Мексике» (1948) с Жаклин Уайт, который вышел на студии RKO Pictures. Актёр вновь исполнил главную роль американского дипломата, который пытается спасти жизни нескольких американцев, в независимом приключенческом экшне «Досье 649» (1948). В том же году на студии RKO вышел фильм нуар «Следуй за мной тихо» (1949), в котором Ландигэн сыграл полицейского детектива, который ведёт охоту на серийного убийцу по прозвищу Судья, убивающего своих жертв в дождливые дни. Хотя обозреватель «Нью-Йорк таймс» Босли Краузер невысоко оценил картину, назвав её «шаблонной», журнал Variety в своей рецензии похвалил фильм как «по-настоящему прошибающий пот». По словам рецензента журнала, «за шестьдесят минут фильм обеспечивает ощущение ужаса и зловещей тёмной стороны большого американского города, предлагая одновременно некоторое неожиданное очарование им».
Одним из наиболее значимых фильмов в карьере Ландигэна киноведы признают социальную драму Элии Казана «Пинки» (1949), в которой актёр сыграл врача и возлюбленного главной героини (Джинн Крейн), «цветной» медсестры в одном из городков на Юге США. Этот фильм студии 20th Century Fox имел большой коммерческий успех, а сыгравшие в нём актрисы Джинн Крейн, Этель Берримор и Этель Уотерс были номинированы на «Оскары» как лучшая актриса и лучшие актрисы второго плана соответственно. После этого фильма студия 20th Century Fox заключила с Ландигэном постоянный контракт.
Первыми работами актёра на новой студии три комедии, в которых он сыграл главные мужские роли — «Я справлюсь» (1950) и «Любовное гнёздышкр» (1951) с Джун Хэвер, а также «Мама мне не сказала» (1950) с Дороти Макгуайр, который, по мнению «Нью-Йорк таймс», был одним из самых значимых его фильмов. В 1951 году в биографической мелодраме «Я бы поднялся на самую высокую гору» (1951) Ландигэн сыграл одну из своих лучших ролей священника, который вместе с молодой женой (Сьюзен Хэйворд) получает назначение в приход в отдалённом горном местечке в штате Джорджия. В фильме нуар Роберта Уайза «Дом на Телеграфном холме» (1951) у Ландигэна была важная роль бывшего американского офицера, который сначала помогает иммигранте из Европы (Валентина Кортезе) переехать в США, а затем — справиться со смертельной угрозой, с которой та сталкивается, выдав себя за другую женщину.
В последующие годы Ландигэн сыграл главные мужские роли в музыкальной комедии «Внизу среди укрывающих пальм» (1952), где его партнёршей была Джейн Грир, приключенческой мелодраме с Рондой Флеминг «Змея Нила» (1952) и в криминальной драме «Инферно» (1953), где он был любовником жены богатого бизнесмена (Роберт Райан), вместе с которой бросил его умирать в пустыне. Ландигэн также сыграл главные роли в фантастическом фильме «Путешественники к звёздам» (1954), криминальной мелодраме «Опасное путешествие» (1954) и приключенческой мелодраме с Пегги Кастл «Белый сад» (1954).
После перерыва, связанного с интенсивной работой на телевидении, в 1960-е годы Ландигэн вернулся на большой экран, сыграв в своих последних фильмах — фантастической мелодраме «Подводный город» (1962), где у него была последняя главная роль, вестерне «Путь на Запад» (1967) с участием Кирка Дугласа и Роберта Митчема, а также в комедии «Там, где ангелы появляются, неприятности начинаются» (1968) с Розалинд Расселл в главной роли.

## Карьера на телевидении
С 1953 года Ландигэн стал работать на телевидении, сыграв вплоть до 1971 года в 199 эпизодах 21 телесериала. В частности, Ландигэн принял участие в телесериалах «Видеотеатр „Люкс“» (1953), «Театр „Шлитц“» (1954), «Театр „Дженерал Электрик“» (1954), «Телевизионный театр „Форда“» (1953—1954), «Театр научной фантастики» (1955), «Интуиция» (1960), «Дни в Долине Смерти» (1961), «Шоу Дика Пауэлла» (1963), «Беги ради жизни» (1966), «Медицинский центр» (1971) и «Доктор Маркус Уелби» (1971).
В 1954—1958 годах Ландигэн был ведущим двух популярных шоу на телеканале CBS — «Звёздный дождь» (21 эпизод) и «Кульминация» (121 эпизод). В 1959—1960 годах Ландигэн играл главную роль полковника в фантастическом сериале CBS «Люди в космосе» (38 эпизодов). Как написал киновед Хэл Эриксон, «поклонники научной фантастики помнят Ландигэна по создании на телевидении образа первого настоящего астронавта, полковника Эдварда Макколи в еженедельном приключенческом сериале „Люди в космосе“».

## Актёрское амплуа и оценка творчества
Уильям Ландигэн был атлетически сложенным голубоглазым блондином, который при росте 188 см весил 77 килограмм. Начав карьеру на радио с родном городе Сиракьюс, Нью-Йорк, в 1937 году Ландигэн перебрался в Голливуд, где проработал в кино и на телевидении вплоть до 1971 года. За свою 38-летнюю голливудскую карьеру Ландигэн сыграл более чем в 125 фильмах и множестве телесериалов. Как отмечает «Нью-Йорк таймс», несмотря на то, что он работал в основном на крупных студиях и часто получал главные роли, «признание критики в значительной степени ускользало от него». Ландигэн был экранным партнёром многих звёздных актрис, среди которых Сьюзен Хэйворд, Дороти Макгуайр, Джейн Грир и Джинн Крейн, он также играл с Диной Дурбин, Бетт Дейвис и Хэди Ламарр.

## Участие в политической деятельности
В 1963—1964 годах вместе с группой актёров Ландигэн выступал в поддержку сенатора Барри М. Голдуотера в борьбе за выдвижение в качестве кандидата в президенты США от Республиканской партии.

## Личная жизнь
В 1945 году Ландигэн женился на Рине Морган Курнин, и этот брак продлился до его смерти в 1975 году. У пары был один ребёнок, дочь Анастасия, которая родилась в 1954 году

## Смерть
Уильям Ландигэн умер 20 декабря 1975 года от сердечной недостаточности после продолжительной болезни в медицинском центре City of Hope в Дуарти, Калифорния. Ему был 61 год.

## Фильмография
| Год        |     | Русское название                                    | Оригинальное название            | Роль                                             |
| ---------- | --- | --------------------------------------------------- | -------------------------------- | ------------------------------------------------ |
| 1937       | ф   | Бронированный автомобиль                            | Armored Car                      | Генри Хатчинс (в титрах указан как Ларри Паркер) |
| 1937       | ф   | Поезд на запад                                      | West Bound Limited               | диспетчер                                        |
| 1937       | ф   | Леди наносит ответный удар                          | The Lady Fights Back             | Даг Маккензи                                     |
| 1937       | ф   | Это моя история!                                    | That's My Story!                 | Говард Филд                                      |
| 1937       | ф   | Девушка с идеями                                    | A Girl with Ideas                | Герман (в титрах не указан)                      |
| 1937       | ф   | Предписание романтики                               | Prescription for Romance         | офицер (в титрах не указан)                      |
| 1938       | ф   | Чёрная кукла                                        | The Black Doll                   | Рекс Леланд                                      |
| 1938       | ф   | Безрассудная жизнь                                  | Reckless Living                  | Стенли Шоу                                       |
| 1938       | ф   | Полиция штата                                       | State Police                     | рядовой Смит / Билл Кларк                        |
| 1938       | ф   | Жены под подозрением                                | Wives Under Suspicion            | Фил                                              |
| 1938       | ф   | Опасность в воздухе                                 | Danger on the Air                | Дейв Чепман                                      |
| 1938       | ф   | Пропавший гость                                     | The Missing Guest                | Ларри Дирден                                     |
| 1938       | ф   | Первый курс                                         | Freshman Year                    | Боб Поттер                                       |
| 1938       | ф   | Тайна присяжных                                     | The Jury's Secret                | диктор (в титрах не указан)                      |
| 1938       | ф   | Преступление доктора Галлета                        | The Crime of Doctor Hallet       | гость на вечеринке (в титрах не указан)          |
| 1938       | ф   | Грешники в раю                                      | Sinners in Paradise              | радиоведущий (в титрах не указан)                |
| 1938       | ф   | Рекомендательное письмо                             | Letter of Introduction           | (в титрах не указан)                             |
| 1939       | ф   | Три милые девушки взрослеют                         | Three Smart Girls Grow Up        | Ричард Уоткинс                                   |
| 1939       | ф   | Додж-Сити                                           | Dodge City                       | Ли Ирвинг                                        |
| 1939       | ф   | Они об этом просили                                 | They Asked for It                | Стив Льюис                                       |
| 1939       | ф   | Забытая женщина                                     | The Forgotten Woman              | Теренс Кеннеди                                   |
| 1939       | ф   | Старая дева                                         | The Old Maid                     | Лэннинг Хэлси                                    |
| 1939       | ф   | Легион потерянных лётчиков                          | Legion of Lost Flyers            | Ральф Перри                                      |
| 1940       | ф   | Борющийся 69-й                                      | The Fighting 69th                | Тимми Уинн                                       |
| 1940       | ф   | Три овации ирландцу                                 | 3 Cheers for the Irish           | Майкл Флаэрти                                    |
| 1940       | ф   | Человек, который говорил слишком много              | The Man Who Talked Too Much      | Джон Л. Форбс                                    |
| 1940       | кор | Молодая Америка летает                              | Young America Flies              | Билл Браун                                       |
| 1940       | ф   | Морской ястреб                                      | The Sea Hawk                     | Дэнни Логан                                      |
| 1940       | кор | Военная служба                                      | Service with the Colors          | Томас Стэнтон                                    |
| 1940       | ф   | К востоку от реки                                   | East of the River                | Николас Антонио «Ник» Лоренцо                    |
| 1940       | ф   | Дорога на Санта-Фе                                  | Santa Fe Trail                   | Боб Холлидей                                     |
| 1941       | ф   | Дело чёрного попугая                                | The Case of the Black Parrot     | Джим Мур                                         |
| 1941       | ф   | Великий мистер Никто                                | The Great Mr. Nobody             | Ричард Эмсворт                                   |
| 1941       | ф   | Догадка наобум                                      | A Shot in the Dark               | Питер Кеннеди                                    |
| 1941       | ф   | Западное шоссе                                      | Highway West                     | Дейв Уоррен                                      |
| 1941       | ф   | Международная эскадрилья                            | International Squadron           | лейтенант Рог Уилкинс                            |
| 1941       | ф   | Моряки в увольнительной                             | Sailors on Leave                 | Чак Стивенс                                      |
| 1942       | ф   | Путь Апачи                                          | Apache Trail                     | Том Фоллиард                                     |
| 1942       | ф   | Звуки горна                                         | The Bugle Sounds                 | Джо «Джои» Хэнсон                                |
| 1942       | ф   | Ухаживание Энди Харди                               | The Courtship of Andy Hardy      | Джефферсон «Джефф» Уиллис                        |
| 1942       | ф   | Воскресный пунш                                     | Sunday Punch                     | Кен Бёрк                                         |
| 1942       | ф   | Северо-западные рейнджеры                           | Northwest Rangers                | Джеймс Кевин Гардинер                            |
| 1942       | ф   | Двойная жизнь Энди Харди                            | Andy Hardy's Double Life         | Джефф Уиллис                                     |
| 1943       | ф   | Криминальное расследование доктора Джиллиспе        | Dr. Gillespie's Criminal Case    | Элвин Ф. Питерсон                                |
| 1943       | ф   | Салют морской пехоте                                | Salute to the Marines            | Руфус Кливленд                                   |
| 1943       | ф   | Направляясь в страну Бога                           | Headin' for God's Country        | Майкл Бэниан                                     |
| 1947       | ф   | Великолепные Дорси                                  | The Fabulous Dorseys             | Боб Бертон                                       |
| 1947       | ф   | Обесчещенная леди                                   | Dishonored Lady                  | Джек Гарет                                       |
| 1948       | ф   | Внутренняя история                                  | The Inside Story                 | Уалдо «Билл» Уильямс                             |
| 1948       | ф   | Тайна в Мексике                                     | Mystery in Mexico                | Стив Гастингс                                    |
| 1949       | ф   | Досье 649                                           | State Department: File 649       | Кен                                              |
| 1949       | ф   | Следуй за мной тихо                                 | Follow Me Quietly                | лейтенант полиции Гарри Грант                    |
| 1949       | ф   | Пинки                                               | Pinky                            | доктор Томас Адамс                               |
| 1950       | ф   | Мама, не говори мне                                 | Mother Didn't Tell Me            | доктор Уилльм Райт                               |
| 1950       | ф   | Я справлюсь                                         | I'll Get By                      | Уильям Спенсер                                   |
| 1951       | ф   | Я бы поднялся на самую высокую гору                 | I'd Climb the Highest Mountain   | отец Уильям Эсбери Томпсон                       |
| 1951       | ф   | Дом на Телеграфном холме                            | The House on Telegraph Hill      | майор Марк Беннетт                               |
| 1951       | ф   | Любовное гнёздышко                                  | Love Nest                        | Джим Скотт                                       |
| 1951       | ф   | Побег                                               | Elopement                        | Мэтт Риган                                       |
| 1953       | ф   | Внизу, среди скрывающих пальм                       | Down Among the Sheltering Palms  | капитан У.У. «Билл» Уиллоби                      |
| 1953       | ф   | Змей Нила                                           | Serpent of the Nile              | Люсилиус                                         |
| 1953       | ф   | Инферно                                             | Inferno                          | Джозеф Данкан                                    |
| 1953       | с   | Видеотеатр «Люкс»                                   | Lux Video Theatre                | Джим (1 эпизод)                                  |
| 1953 —1954 | с   | Телевизионный театр «Форда»                         | The Ford Television Theatre      | разные роли (2 эпизода)                          |
| 1954       | ф   | Путешественники к звёздам                           | Riders to the Stars              | доктор Ричард Стэнтон                            |
| 1954       | ф   | Опасное путешествие                                 | Dangerous Voyage                 | Питер Данкан                                     |
| 1954       | ф   | Белая орхидея                                       | The White Orchid                 | Роберт Бёртон                                    |
| 1954       | с   | Театр звёзд «Шлитц»                                 | Schlitz Playhouse of Stars       | Джек Фуллер (1 эпизод)                           |
| 1954       | с   | Театр «Дженерал Электрик»                           | General Electric Theater         | Чарли (1 эпизод)                                 |
| 1954       | с   | Фонтан звёзд                                        | Shower of Stars                  | ведущий (1 эпизод)                               |
| 1955       | тф  | Нескромная госпожа Джарвис                          | The Indiscreet Mrs. Jarvis       |                                                  |
| 1955       | с   | Театр у камина                                      | Fireside Theatre                 | Сэм Вестон (1 эпизод)                            |
| 1955       | с   | Театр научной фантастики                            | Science Fiction Theatre          | майор Фред Гандерман (1 эпизод)                  |
| 1955       | с   | Звезда и история                                    | The Star and the Story           | Эдвард Манселл (1 эпизод)                        |
| 1958       | с   | Театр 90                                            | Playhouse 90                     | Бен Гэммон (1 эпизод)                            |
| 1958       | с   | Театр «Дезилу» от «Вестингауза»                     | Westinghouse Desilu Playhouse    | Дэвид Пирс (1 эпизод)                            |
| 1959 —1960 | с   | Люди в космосе                                      | Men Into Space                   | полковник Эдвард Макколи (38 эпизодов)           |
| 1960       | с   | Интуиция                                            | Insight                          | интервьюер (1 эпизод)                            |
| 1961       | с   | Дни в Долине Смерти                                 | Death Valley Days                | Натаниел Норгейт (1 эпизод)                      |
| 1961       | с   | С пылу, с жару                                      | Hot Off the Wire                 | Бастер Дартон (1 эпизод)                         |
| 1962       | ф   | Подводный город                                     | The Underwater City              | Боб Гейдж                                        |
| 1963       | с   | Шоу Дика Пауэлла                                    | The Dick Powell Show             | Фрэнк Джефферс (1 эпизод)                        |
| 1966       | с   | Беги ради жизни                                     | Run for Your Life                | Дэвид Филлипс (1 эпизод)                         |
| 1967       | ф   | Путь на Запад                                       | The Way West                     | Майкл Мойнихэн                                   |
| 1968       | ф   | Там, где ангелы появляются, неприятности начинаются | Where Angels Go Trouble Follows! | мистер Клэнси (в титрах не указан)               |
| 1971       | с   | Доктор Маркус Уэлби                                 | Marcus Welby, M.D.               | Джек Кроули (1 эпизод)                           |
| 1971       | с   | Медицинский центр                                   | Medical Center                   | Уиллоуби (1 эпизод)                              |